# 艾龙
艾龙（法語：Ayron，法語發音：[ɛʁɔ̃]）是法国新阿基坦大区维埃纳省的一个市镇，属于普瓦捷区。

## 地理
艾龙（46°39'38"N, 0°4'37"E）面积28.3 平方千米，位于法国新阿基坦大区维埃纳省，该省份为法国中西部省份，北起曼恩-卢瓦尔省和安德尔-卢瓦尔省，西接德塞夫勒省，南至夏朗德省，东南接上维埃纳省，东临安德尔省。
与艾龙接壤的市镇（或旧市镇、城区）包括：瓦勒、沙朗德赖、谢尔沃、希雷昂蒙特勒伊、拉蒂耶、马耶。

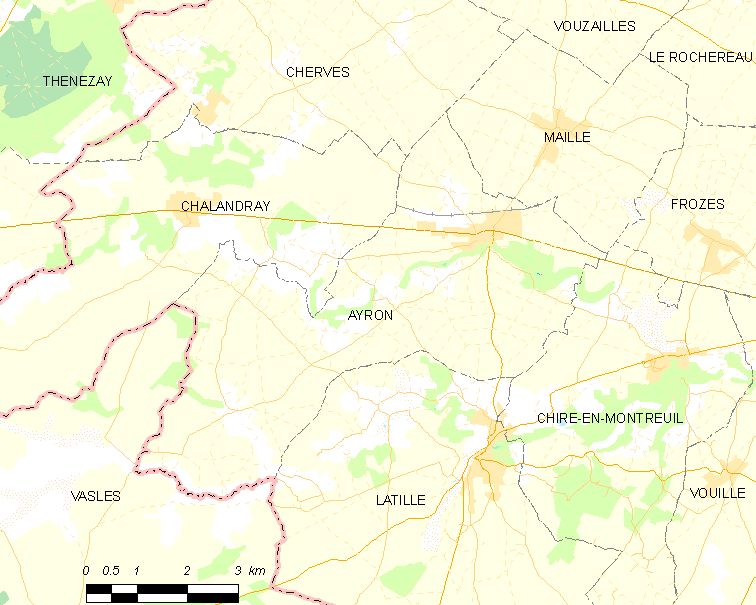
艾龙的OSM定位图

艾龙的时区为UTC+01:00、UTC+02:00（夏令时）。

## 行政
艾龙的邮政编码为86190，INSEE市镇编码为86017。

## 政治
艾龙所属的省级选区为武讷伊苏比亚尔县。

## 人口

1962-2008年间艾龙人口变化图示

艾龙于2022年1月1日时的人口数量为1087人。